# Падение дома Ашеров
«Паде́ние до́ма А́шеров» (англ. The Fall of the House of Usher) — рассказ Эдгара Аллана По, впервые опубликованный в сентябре 1839 года в Burton's Gentleman's Magazine. Был немного переработан в 1840 году для сборника «Гротески и арабески». Рассказ содержит стихотворение «Обитель привидений», которое было отдельно напечатано ранее в журнале Балтиморский музей в апреле 1839 года.

## Сюжет
Безымянный рассказчик, получив письмо от своего друга юности Родерика Ашера, приезжает к нему в поместье. Подъезжая к дому, он обращает внимание на невероятно мрачный пейзаж: сам дом Ашеров, озеро, на берегу которого стоит дом, камыши, остовы деревьев. Также он обращает внимание на еле заметную трещину, рассекающую здание сверху донизу. Встретившись с хозяином дома, он узнаёт о его странной наследственной болезни — все его чувства мучительно обострены — он болезненно воспринимает яркий свет, громкие звуки, яркие краски. Фактически вся его жизнь пронизана страхом. Родерик Ашер также уверен, что в его жилище гнездится некая сила, которую он не может определить. Рассказчик узнаёт, что сестра Родерика, леди Мэдилейн, его единственный близкий человек, также больна странной болезнью: она ко всему равнодушна, тает день ото дня, а иногда её тело коченеет и дыхание приостанавливается. Как раз перед приездом рассказчика состояние её особенно ухудшилось. Рассказчик проводит дни, общаясь с Ашером; он рассматривает картины Родерика, весьма причудливые, слушает его музицирования на гитаре и читает книги. В один из дней Ашер исполняет песню «Обитель привидений», развивая в дальнейшем в разговорах мысль о том, что растения способны чувствовать, и вокруг озера и стен дома сгущается своя особенная атмосфера, веками влияющая на судьбу всех Ашеров.
Однажды Ашер сообщает рассказчику, что его сестра, леди Мэдилейн, умерла, и просит помочь ему спустить её тело до похорон в подземелье. Вдвоём они относят туда тело, плотно закрыв гроб и заперев тяжелую железную дверь. После этого Родерик Ашер становится всё более и более тревожен, его тревога и страх постепенно передаются и рассказчику. Где-то через неделю рассказчик ночью, перед надвигающейся бурей слышит странные глухие удары, непонятно откуда доносящиеся. В его комнате появляется Ашер, который, распахнув настежь окно, впускает бурю в комнату, наблюдая за пейзажем снаружи. Решив успокоить друга, рассказчик принимается читать ему роман Ланселота Каннинга «Безумная печаль». Происходящее в доме перекликается с текстом книги: рассказчик читает о треске и грохоте ломающихся досок — и откуда-то доносится еле слышный шум; текст говорит об ужасном звуке, изданном умирающим драконом, — и слышится отдалённый вопль; в книге описывается оглушительный звон от упавшего на пол щита — и до героев доносится глухой, но явственный звон металла. Родерик Ашер, находясь в ужасном состоянии, шепчет другу, что они на самом деле похоронили его сестру заживо. Он, благодаря своим обострённым чувствам, давно уже понял это, однако не смел сказать. Дверь в залу распахивается, и появляется леди Мэдилейн, измученная и в крови. Она падает на руки брату, увлекая его, уже бездыханного, за собой на пол. Рассказчик, объятый страхом, кидается прочь из дома. Буря как раз в самом разгаре. Убегая, герой замечает, что трещина в доме, которую он заметил ещё по прибытии, быстро расширяется. «… раздался дикий оглушительный грохот, словно рёв тысячи водопадов… и глубокие воды зловещего озера у моих ног безмолвно и угрюмо сомкнулись над обломками дома Ашеров».

## Анализ

### Аллюзии и цитаты

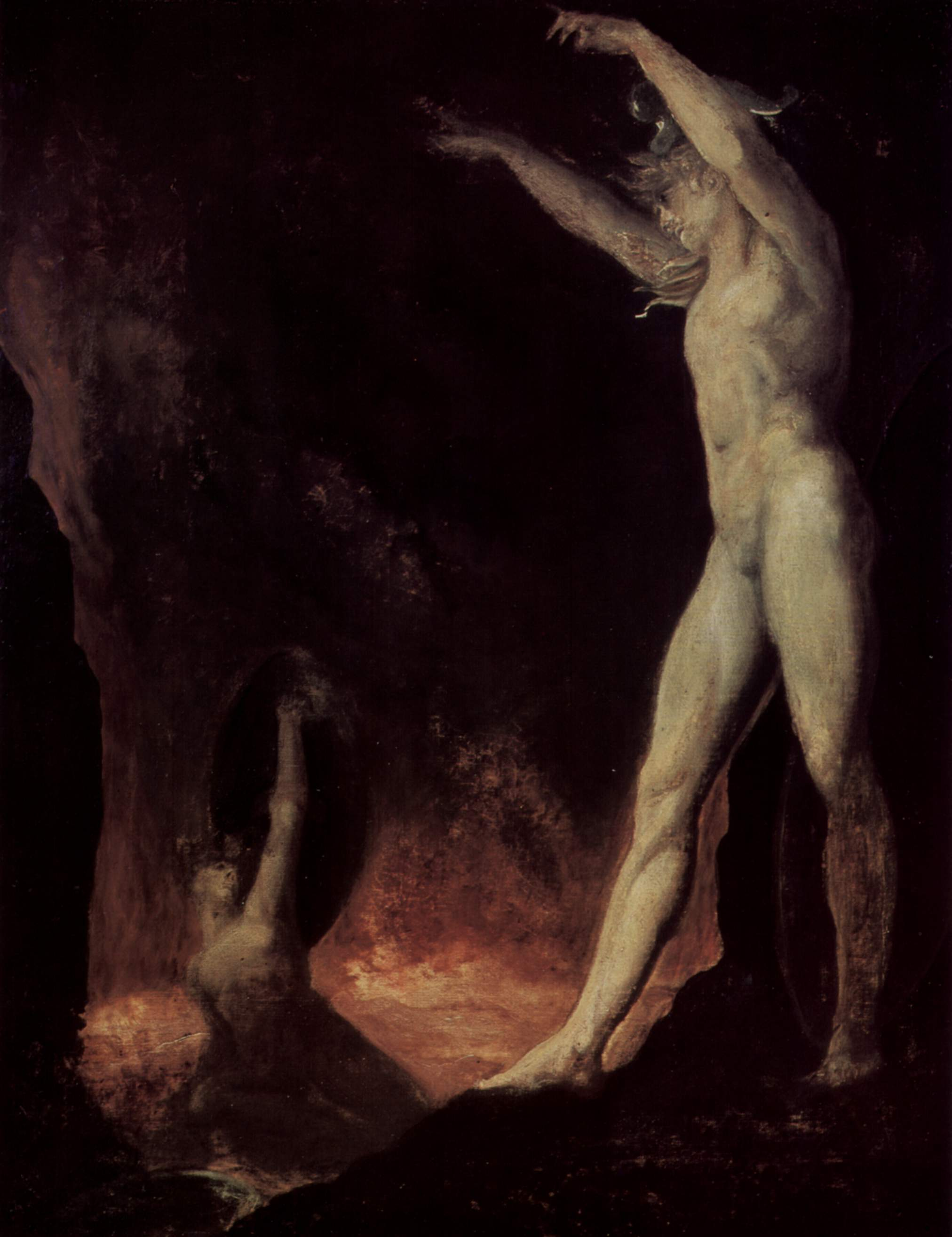
Иоганн Генрих Фюссли «Сатана и грешник», 1802 год.

- В эпиграфе к рассказу цитируется стихотворение «Отказ» (фр. Le Refus) французского поэта Пьера-Жана Беранже (1780—1857):

«Son coeur est un luth suspendu; 
Sitot qu’on le touche il resonne». (фр. )
Перевод Вс. Рождественского:
«Коснетесь лиры — и тотчас 
 По ней пройдёт негодованье!»
(Вс. Рождественского.)
Перевод К. Бальмонта:
«Его сердце — воздушная лютня, 
 Прикоснись — и она зазвучит».
Перевод Норы Галь:
«Сердце его — как лютня, 
 Чуть тронешь — и отзовётся».
Оригинальный текст Беранже несколько иной, у него Mon cœur — «мое сердце», а не Son coeur — «его/её сердце».
- Рассказчик, говоря о музицировании Ашера, отмечает: «Среди многого другого мучительно врезалось мне в память, как странно исказил и подчеркнул он бурный мотив последнего вальса Вебера». Он здесь упоминает популярную фортепьянную пьесу его времени, которая, известная под названием «Последний вальс Вебера», была на самом деле написана Карлом Готлибом Райсигером (1798—1859) — Op. 26. No. 5. Копия нот Райсигера была обнаружена в бумагах Вебера после его смерти, и произведение было по ошибке приписано ему[1]. Пьесу, исполняемую на фортепиано, можно прослушать здесь. Родерик Ашер играл на гитаре.
- Рисунки Родерика Ашера напоминают рассказчику произведения Иоганна Фюссли, английского художника швейцарского происхождения. Впрочем, рассказчик явно ставит творения Ашера выше картин Фюссли.

### Библиотека Родерика Ашера
Все книги, кроме одной, упоминаемые в рассказе, реальны. Исключение составляет:
- «Безумная печаль» сэра Ланселота Каннинга. Ланселот Каннинг — автор, выдуманный По и упоминаемый им не только в данном рассказе[2].

Реальные произведения:
- «Вервер» (фр. Vert-Vert) Жана-Батиста-Луи Грессе (1709—1777) — шутливая поэма, наполненная различными непристойностями. Вервер — попугай, научившийся на корабле, среди моряков, говорить непристойности, а позже попавший в женский монастырь. (Поэма опубликована в 1734 году[3], английский перевод — в 1834[4]).
- «Монастырь» (фр. La Chartreuse) Жана-Батиста-Луи Грессе — стихотворное произведение, воспевающее уединенную жизнь поэта (опубликовано в 1735 году)[5]. Эдгар По, вероятно, не был знаком непосредственно с текстом произведения, имея о нём лишь косвенное представление[4].
- «Сказка о Бельфагоре» (итал. Novella di Belfagor Arcidiavolo) Николо Макиавелли (1469—1527) — сатира на общество в форме сказки, рассказывающая о посещении Бельфегором Флоренции (опубликована в 1549 году)[6].
- «Рай и ад» (лат. De Coelo et Ejus Mirabilibus, et de Inferno, et Auditis et Visis — полное название) Эммануила Сведенборга (1688—1772) — философско-религиозный мистический трактат (опубликован в 1758 году)[7].
- «Подземные странствования Николаса Климма» (лат. Nicolai Klimii iter subterraneum) Людвига Хольберга (1684—1754) — сатирико-утопический роман (опубликован в 1741 году)[5].
- «Хиромантия» Роберта Фладда (1574—1637) — книги с таким названием у Фладда — мистика, врача, увлекавшегося псевдонаучными знаниями, нет. Очевидно, имеется в виду его работа лат. Tractatus de Geomantia, изданная в 1687 году[4]. Также возможно, что По подразумевает главы из его книг лат. Utriusque Macrocosmi at Microcosmi Historia (опубликована между 1617 и 1619 годами), глава лат. De Scientia Animae Naturalis cum vitali seu astrologia chiromantica и лат. Integrum Morborum Mysterium: Medicinae Catholicae (опубликована в 1631 году), глава лат. De Signis sine praesagis chiromanticis. В обеих ведется речь о хиромантии.
- Труды Мари Кюро де ла Шамбре (1594—1669) и Жана д’Эндажинэ (1467—1537) — названий их книг По не приводит, однако, вкупе с «Хиромантией» Фладда, имеются, очевидно, в виду Речь о принципах хиромантии (фр. Discours sur les Principes de la Chiromancie, опубликовано в 1653 году, английский перевод в 1658) де ла Шамбре и лат. Introductiones Apotelesrnatici... in Chiromantiam (опубликовано в 1522 году, английский перевод — 1598) д’Эндажинэ. Позже, в 1661 году, де ла Шамбре опубликовал это своё произведение как часть более обширного труда фр. L'Art de Connaitre Les Hommes. По, скорее всего, никогда не видел ни книги Фладда, ни произведений де ла Шамбре и д’Эндажинэ[4].
- «Путешествие в голубую даль» (нем. Das alte Buch und die Reise ins Blaue hinein) Людвига Иоганна Тика (1773—1853) — сатирическая новелла, повествующая о приключениях средневекового аристократа, женившегося на Глориане, Королеве фей. (Новелла была опубликована в 1834 году, однако английского перевода к моменту написания «Падения дома Ашеров» не было[4].)
- «Город Солнца» лат. Civitas Solis Томмазо Кампанеллы (1568—1639) — философское утопическое произведение, повествующее об идеальном государстве. Первоначально (в 1602 году) Кампанелла написал своё произведение по-итальянски (итал. La città del Sole).
- «Руководство по инквизиции» (лат. Directorium Inquisitorum) Николаса Эймерика (Эймерика Жеронского) (1320—1399) — собственно, руководство для инквизиторов, предписывающее порядок преследования и допроса еретиков и ведьм (1376 год; первое печатное издание — 1503 год, Барселона). Автор, глава инквизиции королевства Арагон, был изгнан из страны за чрезмерную жестокость, при этом Томас де Торквемада говорил об излишней мягкости «Directorium inquisitorum»[8]. Это была одна из наиболее любимых книг Родерика Ашера.
- Труд Помпония Мелы (I век н. э.) — в рассказе название не упоминается, но у этого автора известно лишь одно произведение — лат. De situ orbis. Это компиляция, самый ранний из известных трудов по географии на классической латыни[9]. В рассказе говорится, что Ашера особенно интересовали страницы «о древних африканских сатирах и эгипанах» (например, De Situ Orbis. I. 8; III. 9).
- «Vigiliae Mortuorum secundum chorum Ecclesiae Maguntinae » (лат. ) (Бдения по усопшим согласно хору майнцской церкви) — очень редкая книга, содержащая литургические песнопения, изданная в Базеле Михаэлем Венсслером в XVI веке (точная дата неизвестна)[10]. Внешне По описал книгу очень верно — она действительно напечатана готическим шрифтом и издана в формате «in quarto», хотя она и не содержит «описания странных и мрачных обрядов», а посвящена обычному католическому обряду заупокойной службы[5]. Он, очевидно, ознакомился с её описанием в каком-то каталоге, так как весьма маловероятно, что книга имелась в собрании какого-то американского коллекционера в начале XIX века[4]. Наряду с «Руководством по инквизиции» эта книга была наиболее любима Ашером.

## Литературная значимость и критика
Рассказ «Падение дома Ашеров» был подвергнут критике за то, что он слишком шаблонен и не оригинален. Его упрекали в том, что у него не получилось выйти за рамки собственных шаблонов и типичных ситуаций, которые были созданы в таких его работах, как «Морелла» и «Лигейя». Критики считали, что По перетаскивает из одного своего произведения в другое такие темы, как неясная болезнь, суицид, безумие и воскрешение.

## Русские переводы рассказа (до 1976 года)[12]
1. Падение дома Ушеров // Лит. журнал. 1881. № 11. С. 773—792. (пер. не указан).
2. Падение дома Ушеров // Необыкновенные рассказы (т. 1—3). Т. 2. СПб., Изд-во А. С. Суворина. 1885. (пер. не указан).
3. Падение дома Эшер // Баллады и фантазии. М., Изд-во книжного магазина Ф. А. Богданова. 1895(пер. К. Бальмонта).
4. Гибель Эшерова дома // Эдгар По: Собрание сочинений (в 2 т.). Т. 2. СПб., изд-во Г. Ф. Пантелеева. 1896. (пер. М. А. Энгельгардта). (тот же перевод, изд. 2-е, исправленное: СПб., «Просвещение». 1896).
5. Гибель дома Ушер // Эдгар По: Собрание сочинений (в 2 т.). Т. 2. СПб., «Вестник иностранной литературы». 1911. (пер. не указан).
6. Падение Дома Ашеров // Эдгар По: Полное собрание рассказов. М., «Наука». 1970. (пер. В. В. Рогова).
7. Падение дома Ашеров // Избранные произведения в двух томах. М., «Худож. лит.». 1972. (пер. Н. Галь).

## Кино-, теле- и театральные постановки

### Экранизации
- Падение дома Ашеров (Франция, 1928)
- Падение дома Ашеров (США, 1928)
- Падение дома Ашеров (Великобритания, 1948)
- Падение дома Ашеров (1960)
- Падение дома Ашеров / La chute de la maison Usher (Франция, реж. Александр Астрюк / Alexandre Astruc) (1980)
- Дом Ашеров (фильм, 1988)
- Падение дома Ашеров (фильм, 2008)
- Падение дома Ашеров (2010)
- Падение дома Ашеров (2012) — (мультипликация)
- Падение дома Ашеров (США, 2023)

### Музыкальные произведения
- Альбом Tales of Mystery and Imagination группы The Alan Parsons Project (1976), основанный на творчестве Эдгара Аллана По, содержит инструментальное переложение этого рассказа в 5 частях.
- По мотивам рассказа написана пьеса для гитары соло «Ашер-вальс» Н. Кошкина.
- Опера Питера Хэммилла The Fall Of The House Of Usher (1991), в которой он сам исполнил роль Родерика Ашера.
- Инструментальная тема The House of Usher американской группы Nox Arcana с альбома Shadow of the Raven, полностью посвященного творчеству Эдгара По
- Немецкая готик-рок группа The House of Usher получила своё название в честь этого рассказа.
- Опера «Ашер» (1943, Буэнос-Айрес) аргентинского композитора Роберто Гарсиа Морильо.
- В набросках французского композитора-импрессиониста Клода Дебюсси есть одноимённая опера.

### Другие использования рассказа
- Рассказ Рэя Бредбери «Апрель 2005. Ашер II» из романа «Марсианские хроники».
- Роман Роберта Маккаммона «Участь Ашеров».
- Сюжет фильма «Эльвира — повелительница тьмы 2» является копией сюжета рассказа.
- Сюжет компьютерной игры Clive Barker’s Undying вдохновлён сюжетом рассказа.
- Герой фильма «Учитель на замену» Генри Барт читает вступительную часть рассказа на фоне видеоряда с заброшенной школой.